# Fysisk traume
 For alternative betydninger, se Traume. (Se også artikler, som begynder med Traume)
Et fysisk traume, fysisk trauma, traume eller trauma (fra græsk: τράυμα, trauma, "sår" eller "skade") er den medicinske betegnelse for en skade på kroppen.
Flere hospitaler har oprettet traumecentre til modtagelse af patienter med svære skader efter f.eks. færdselsuheld. (De skal ikke forveksles med skadestuer.)